# Salamandrininae
Salamandrininae – monotypowa podrodzina płazów ogoniastych z rodziny salamandrowatych (Salamandridae).

## Zasięg występowania
Podrodzina obejmuje gatunki występujące w górach Włoch od terenów blisko Genui do Kalabrii.

## Systematyka

### Etymologia
- Salamandrina: rodzaj Salamandra Laurenti, 1768; łac. końcówka -ina „należący do, odnoszący się do”[9].
- Seiranota (Siranota[a]): gr. σειρα seira „sznur, lina”[11]; νωτον nōton „tył”[12]. Gatunek typowy: Seiranota condylura Barnes, 1826 (= Salamandra perspicillata Savi, 1821).

### Podział systematyczny
Do podrodziny należy jeden rodzaj Salamandrina z dwoma gatunkamii:
- Salamandrina perspicillata (Savi, 1821)
- Salamandrina terdigitata (Bonnaterre, 1789) – salamandra okularowa[13]